# 法夫 (华盛顿州)
法夫（英文：Fife），是美国华盛顿州皮尔斯县下属的一座城市。根据 2000年美国人口普查，该市有人口4,784人。根据2010年美国人口普查，该市有人口9,173人。而2011年估计该市有9,281人。